# Банк Фамільний
«Банк Фамільний»(раніше Донбіржбанк) — приватне акціонерне товариство кінцевими бенефіціарами якого є Борис Комісарук, Ольга Грач. Комісарук та Грач — власники сайту UKR.NET
До початку січня 2016 року його найбільшими акціонерами були Борис Коміссарук (87,3972%) і Ольга Грач (12,6027%).
Згідно з даними НБУ, офшорна компанія Cristela Limited (Британські Віргінські о-ви) на 100% належить нинішньому акціонеру банку Комісаруку, 17 серпня 2016 року збільшила участь у статутному капіталі банку "Фамільний" до 38,1924% з 0,0001%, при цьому один з акціонерів, Борис Комісарук, зменшив участь у статутному капіталі банку до 54,8131% з 87,3972%, а другий, Ольга Грач — до 6,9945% з 12,6027%.
За даними Нацбанку України, на 1 липня 2016 року за розміром загальних активів банк займав 92-е місце (254,794 млн. грн.) серед 108 банків, що діяли в країні.